# 曾三异
曾三异（1146年—1236年），字无疑，号云巢，临江军新淦（今江西新干）人。

## 生平
宋孝宗淳熙年间乡贡进士。七十歲才擔任承务郎，差监潭州南岳庙。宋理宗端平元年（1234年），擔任秘书省正字；端平二年，为太社令。奉祠归。工畫草蟲，年邁愈精。年八十，聪明不衰。著有《宋新旧官制通考》等。今有《因话录》一卷传世。

## 家族
兄曾三聘。